# Reriz e Gafanhão
Reriz e Gafanhão (oficialmente: União das Freguesias de Reriz e Gafanhão) é uma freguesia portuguesa do município de Castro Daire, com 22,62 km² de área e 724 habitantes (censo de 2021). A sua densidade populacional é 32 hab./km².

## História
Foi constituída em 2013, no âmbito de uma reforma administrativa nacional, pela agregação das antigas freguesias de Reriz e Gafanhão e tem a sede em Reriz.

## Demografia
A população registada nos censos foi:
| Distribuição da População por Grupos Etários | Distribuição da População por Grupos Etários | Distribuição da População por Grupos Etários | Distribuição da População por Grupos Etários | Distribuição da População por Grupos Etários | Distribuição da População por Grupos Etários |
| -------------------------------------------- | -------------------------------------------- | -------------------------------------------- | -------------------------------------------- | -------------------------------------------- | -------------------------------------------- |
| Antes da agregação                           |                                              |                                              |                                              |                                              |                                              |
| Ano                                          | 0-14 anos                                    | 15-24 anos                                   | 25-64 anos                                   | >= 65 anos                                   | Total                                        |
| 2001                                         | 147                                          | 133                                          | 427                                          | 269                                          | 976                                          |
| 2011                                         | 120                                          | 94                                           | 419                                          | 250                                          | 883                                          |
| Após a agregação                             |                                              |                                              |                                              |                                              |                                              |
| Ano                                          | 0-14 anos                                    | 15-24 anos                                   | 25-64 anos                                   | >= 65 anos                                   | Total                                        |
| 2021                                         | 75                                           | 78                                           | 362                                          | 209                                          | 724                                          |